# Альбер (танцовщик)
Альбе́р (фр. Albert; настоящее имя Франсуа-Фердинан Декомб, фр. François-Ferdinand Decombe; 15 апреля 1789, Бордо — 18 июля 1865, Фонтенбло) — французский балетный деятель, танцор и создатель танцев; выступал под псевдонимом Альбер.

## Биография
Дебютировал в 14 лет в театре Théâtre de la Gaîté, где обратил на себя внимание прославленных французских балетных танцоров Ж.-Ф.Кулона и О. Вестриса, и по их рекомендации был принят в 1808 году в Опера де Пари, где занимался у Ж.-Ф.Кулона. В эти годы должность директора балетной труппы Опера де Пари занимал известный балетмейстер Пьер Гардель (он возглавлял балетную труппу театра в течение долгих лет, 1787—1820 гг.), отношения с которым у молодого танцора не сложились. И всю дальнейшую творческую жизнь Альбер разрывался между Парижем и Лондоном, где по достоинству были оценены его таланты и где он много выступал.
В Париже же, кроме прочего, его ждали ученики, среди которых был будущий выдающийся балетмейстер А.Сен-Леон.
Вскоре он становится известен не только как талантливый танцор, но и как балетмейстер. Его постановка балета «Золушка» на музыку Фернандо Сора 1823 в Париже уже на следующий год (1824) была перенесена на московскую сцену в Россию Фелицатой Гюллень-Сор и И. К. Лобановым.
В 1831 году Альбер окончательно покинул Парижскую оперу и работал со знаменитыми балетмейстерами Жаном Коралли и Филиппо Тальони, выступая в основном в Лондоне, Неаполе и Марселе.
В 1838 году он, уже став знаменитым мастером, получает приглашение занять пост главного балетмейстера театра Ла Монне в Брюсселе. Получив эту высокую должность, Альбер немедленно пригласил в качестве первого танцора своего любимого ученика 17-летнего Артура Сен-Леона, сыграв таким образом немалую роль в становлении его карьеры. Эту должность Альбер занимал до 1840 года, уступив её Ж.-А.Петипа, французскому балетмейстеру, отцу двух выдающихся балетных артистов: Люсьена Петипа и Мариуса Петипа и впоследствии поехавшему вместе с младшим сыном в Россию, где он и скончался.
По возвращении в Париж в 1841 году Альбер ставит балетный дивертисмент к опере «Фаворитка» композитора Г.Доницетти. Другой балетный фрагмент к этой постановке ставил Ж.Перро.
Альбер является автором балетного учебника «Искусство танца в городе и при дворе» (L'art de la danse à la ville et à la cour; Paris, chez l'auteur, 1834).

## Репертуар
Парижская Опера
- 15 июля 1808 — «Траян», дебют; затем дивертисмент в опере Гаспаре Спонтини «Весталка»
- 1808 — ?, «Александр у Апеллеса» Пьера Гарделя
- 1808 — Зефир, «Венера и Адонис» Пьера Гарделя
- 5 января 1810 — Пан, «Вертумн и Помона» Пьера Гарделя (Помона — Мари Гардель), Императорский театр в Тюильри
- 8 июня 1810 — Финей*, «Персей и Андромеда» Пьера Гарделя (Персей — Огюст Вестрис, Андромеда — Мари Гардель)
- 1812 — Азаэль, «Блудный сын» Пьера Гарделя (первый исполнитель — Огюст Вестрис)
- 23 ноября 1813 — Жермейль*, «Нина, или Сумасшедшая от любви» Луи Милона
- 12 декабря 1815 — Зефир*, «Зефир и Флора» Шарля Дидло (Флора — Женевьев Гослен[англ.])
- 1815 — «Счастливое возвращение» Луи Милона, дивертисмент с Женевьев Гослен
- 22 февраля 1816 — «Карнавал в Венеции» Луи Милона
- 19 июня 1820 — герцог Мевилла*, «Клари, или Обещание жениться» Луи Милона (Клари — Эмилия Биготтини)
- 1821 — Офицер, «Танцемания» Пьера Гарделя
- 18 сентября 1822 — Альфред*, «Альфред Великий» Жана Омера (Оливер — Эмилия Биготтини)
- 3 марта 1823 — Принц*, «Золушка» в собственной постановке (Золушка — Эмилия Биготтини)
- Марс, «Марс и Венера» Блаша
- 1827 — Астольф, «Астольф и Жоконд» Жана Омера
- Альфонсо, «Сицилиец» Анатоля
- 1828 — пастух Аминта, «Лидия» Жана Омера

(*) — первый исполнитель партии.

## Постановки
- 3 июня 1818 — «Деревенский соблазнитель, или Клэр и Мекталь», комический балет в 2-х актах на музыку Жана Шнейцхоффера, Парижская Опера
- после 1818 — «Энона и Парис», «Финетта и шутник»,  Королевский театр, Лондон
- 1821 — «Альцид», Королевский театр, Лондон
- 1822 — «Золушка» на музыку Фернандо Сора, Лондон (3 марта 1823 — Парижская Опера)
- 1830 — «Дафнис и Кефида» (Daphnis et Céphise) на музыку Леона де Сен-Любена, Вена
- 1832 — «Аминта и Амур», Королевский театр, Лондон (возможно, повторение балета Омера «Лидия»)
- 1834 — «Прекрасная сицилианка», театр Ковент-Гарден, Лондон
- 29 июля 1837 — «Корсар», балет в 3-х актах на музыку Николя Бокса, Королевский театр, Лондон (1839 — Брюссель)
- 1839 — «День в Неаполе» (Une journée de Naples), Брюссель
- 1839 — «Арсен, или Волшебная палочка» (Arsène, ou la Baguette magique), Брюссель (возобновление балета Луи Анри?)
- 1840 — «Дворец в Кенилворте» (Le Château de Kenilworth), Брюссель
- 2 декабря 1840 — балетный акт в опере Гаэтано Доницетти «Фаворитка» (pas de deux для Люсьена Петипа и Карлотты Гризи), Парижская Опера
- 22 июня 1842 — «Гентская красавица» на музыку Адольфа Адана, сценарий Анри де Сен-Жоржа, Парижская Опера (Беатриса — Карлотта Гризи, Бенедикт — Люсьен Петипа), 1844 — театр Друри-Лейн, Лондон
- 13 ноября 1843 — балетный акт в опере Гаэтано Доницетти «Дон Себастьян Португальский[англ.]», Парижская Опера